# Mikalojus Konstantinas Čiurlionis
Mikalojus Konstantinas Čiurlionis (22. září 1875 ve Varėně – 10. dubna 1911 v Pustelniku u Varšavy) byl litevský umělec, hudební skladatel a malíř. Jednalo se o představitele symbolismu, art nouveau a fin de siècle, sbormistra a kulturního činitele.

## Životopis
Jeho otec Konstantinas Čiurlionis (1846–1914) byl sbormistr a varhaník (krátce v Liškiavě, později po celý život v Druskininkách. Zorganizoval smíšený chór, který zpíval čtyřhlasé mše a náboženské písně. V tom chóru zpívali synové Petras a Jonas, často otci vypomáhali další synové Konstantinas a Povilas. Nacvičování se nejčastěji odehrávalo u nich doma.
Své dětství strávil v Druskininkách, kde se pod vedením otce naučil hrát na klavír. V roce 1885 ukončil lidovou školu a snil o dalším studiu. V letech 1889–1893 péčí lékaře J. Markeviče studoval na Plungėské dvorní orchestrální škole M. Oginského, kde si osvojil hudební teorii a zkoušel komponovat. Hrál na flétnu ve dvorním orchestru. V letech 1894–1899 za podpory knížete M. Oginského ve Varšavském hudebním institutu: na klavír se učil u profesora T. Brzezického a A. Sygietynského, kompozici u profesora Z. Noskowského. Po ukončení studií se nějakou dobu živil ve Varšavě soukromými hudebními kondicemi.
V letech 1901–1902 se zdokonaloval na Lipské královské konzervatoři, kde u profesora K. Reinekeho studoval kompozici, u profesora S. Jadasohna kontrapunkt. Roku 1902 se vrátil do Druskininků, ale zanedlouho se vydal opět do Varšavy, kde studoval školu malířství a zpíval v chóru profesora J. Stattera. Roku 1904 vedl svépomocný chór společnosti Litevců a při návštěvách rodné Litvy sbíral a harmonizoval litevské národní písně.
Roku 1905 cestoval po Krymu a Kavkazu, roku 1906 navštívil Drážďany, Prahu, Vídeň, Norimberk a Mnichov. Roku 1907 ve Vilniusu zorganizoval první výstavu litevského umění, na které vystavoval svá díla. Roku 1908 řídil chór společnosti „Vilniaus kanklių“, sdružil samostatný mužský chór, který zpíval lidové písně, které sám harmonizoval. Koncertoval jako pianista a dirigent, psal články o umění a hudbě. Roku 1908 ve Vilniusu uspořádal druhou výstavu litevského umění, při Litevské umělecké společnosti založil Hudební fond na podporu tvorby skladatelů (fungoval v letech 1908–1911), byl členem jeho vedení.
1. ledna 1909 si v kostele Sv. Evangelisty Marka v Šateikiai vzal za ženu spisovatelku Sofii Kymantaitė. Roku 1909 navštívil a nějakou dobu pobýval v Petrohradu, pečoval tam o záležitosti litevského umění. V březnu roku 1910 se začal léčit v sanatoriu v Pustelniku (nedaleko Varšavy). Dne 10. dubna 1911 ve věku 35 let v tomto sanatoriu zemřel na zápal plic. Je pochován ve Vilniusu na hřbitově Rasų.

## Mince ke 120. výročí narození

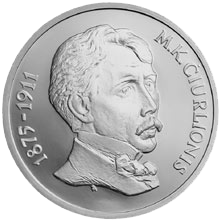
Revers stříbrné mince 50 litů, vydané ke 120 výročí narození

## Tvorba

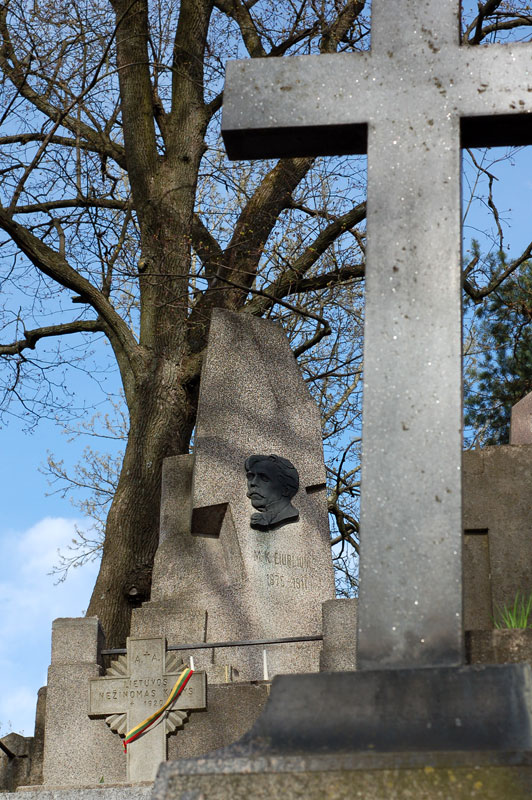
hrob M.K.Čiurlionise na hřbitově Rasų ve Vilniusu

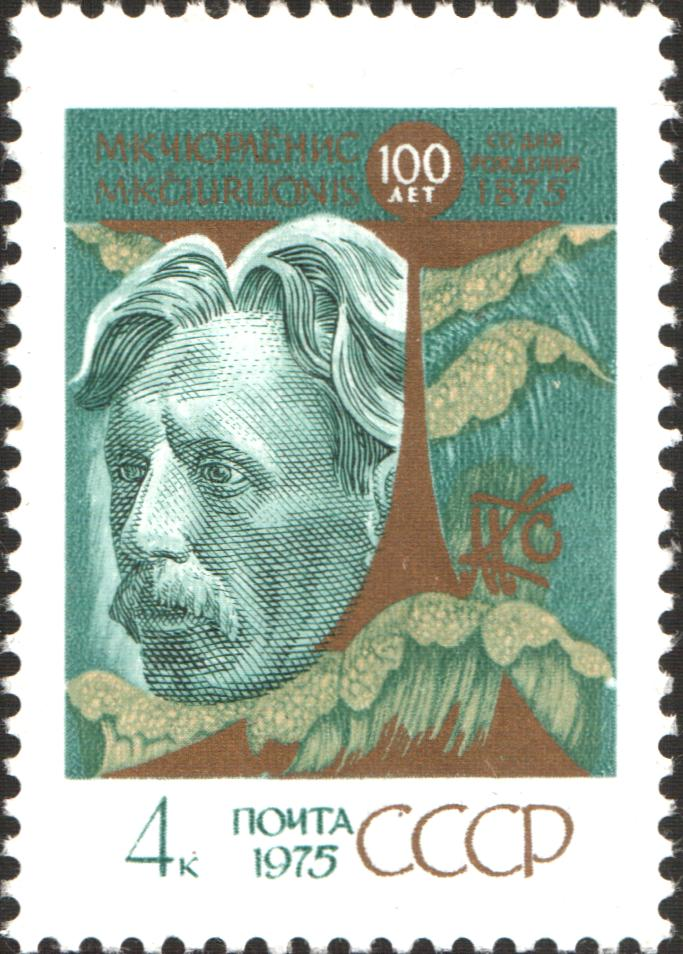
Poštovní známka (1975 m.)

### Hudba
Čiurlionis je dnes světově proslulý především jako malíř. Je však také zakladatelskou osobností litevské národní vážné hudby. Mezi hlavní jeho hudební díla patří dvě symfonické básně: „Miške“ (V lese) a „Jūra“ (Moře). Dále symfonická předehra „Kęstutis“, Smyčcový kvartet, kantata „De profundis“, fuga „Kyrie“, „Agnus dei“, „Sanctus“, „Neliūskime“ (Nebuďme smutní), „Lapas pageltęs nukrinta“ (Zežloutlý list opadává), kolem 200 děl pro klavír, kolem 40 harmonizovaných litevských národních písní a j. Čiurlionisovy nejoriginálnější kompozice jsou věnovány klavíru. Patří mezi ně tzv. "ostinátní preludia", v podstatě malé passacaglie, harmonicky vycházející z inovací hudebních impresionistů, ale tendující směrem k harmonii Skrjabinově a k expresionismu.
M. K. Čiurlionis napsal kolem 350 různých hudebních děl (část z tohoto počtu jsou nedokončené skladby). Opusovaných děl je pouze 34 - posledním dílem je proslulá Fuga op.34, která ve svém tématu předjímá dodekafonii.

### Malířství
Čiurlionis byl synestetikem. Mezi jeho hudbou a jeho obrazy je hluboká souvislost – jak v námětech, tak v samotné tektonice a struktuře děl. Přímé vyjádření synestezie nalezneme v tématech řady malířských cyklů s názvy hudebních forem (Sonáty, symfonie). Naopak v jeho skladbách jsou patrné aluze na vizuální vjemy (Moře). Čiurlionisovy obrazy – nejčastěji akvarely a pastely – přejímají mnohé z japonského umění, mísí však postupy dálného východu s ryze baltskou atmosférou a mýty. Čiurlionis je nejsnáze zařaditelný do proudu symbolismu. Bývá považován za jednoho z dosud neobjevených zakladatelů abstrakce v malířství. Důvodem pro ignoraci jeho jména ve světových slovnících umění je pravděpodobně omezená přítomnost jeho děl na světových výstavách: téměř všechny Čiurlionisovy důležité malířské práce jsou soustředěny v jeho muzeu v litevském Kaunasu.

## Biografie
Zřejmě nejvíce se o výzkum jeho života a tvorby zasloužili profesoři hudby Jadvyga Čiurlionytė a Vytautas Landsbergis. V r. 1970 byla vydána kniha od J.Čiurlionytė: „Atsiminimai apie M.K.Čiurlionį“ (vzpomínky na M.K.Čiurlionise), V.Landsbergis sebral knihy „M. K. Čiurlionio laiškai Sofijai“ (dopisy M. K. Č. Sofii, r. 1973), „Čiurlionio muzika" (hudba Čiurlionisova, 1986). Knihy o něm také napsali J. Gaudrimas a A. Savickas, J. Bruveris, S. Yla, J. Rūtenis. Čiurlionis je ve své zemi klíčovou osobností umění, podobně jako u nás například Bedřich Smetana anebo Karel Hynek Mácha. Odpovídá tomu důraz na oficiální, akademickou notu recepce jeho díla a to i přes to, že Čiurlionisovo umění je značně neakademické (bývá pokládán za geniálního diletanta).

## Galerie

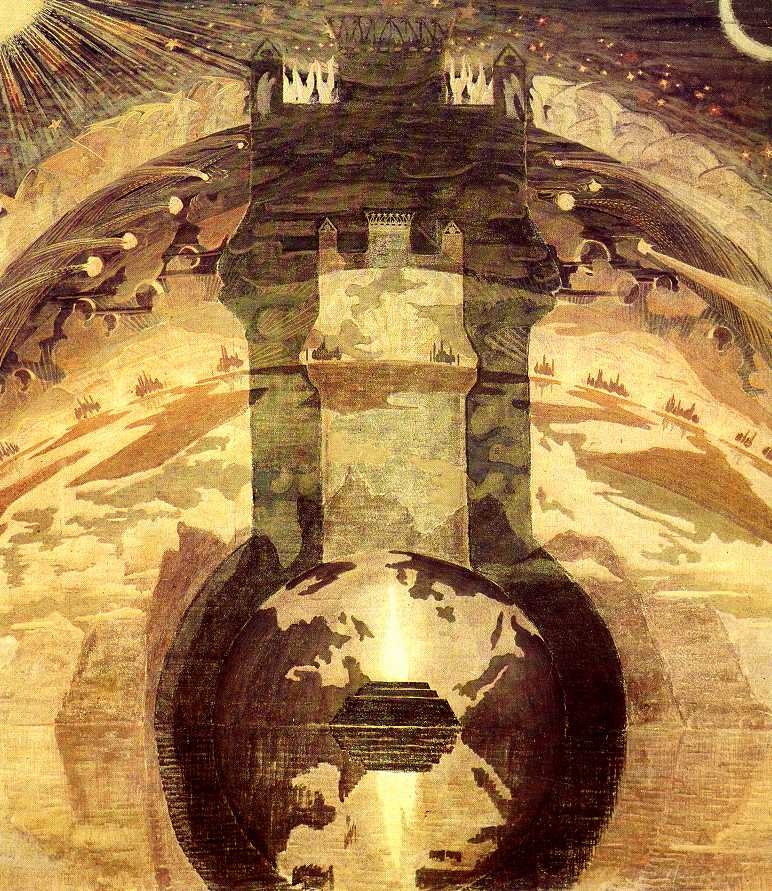
Rex (1909 m.)

### "Stvoření světa"

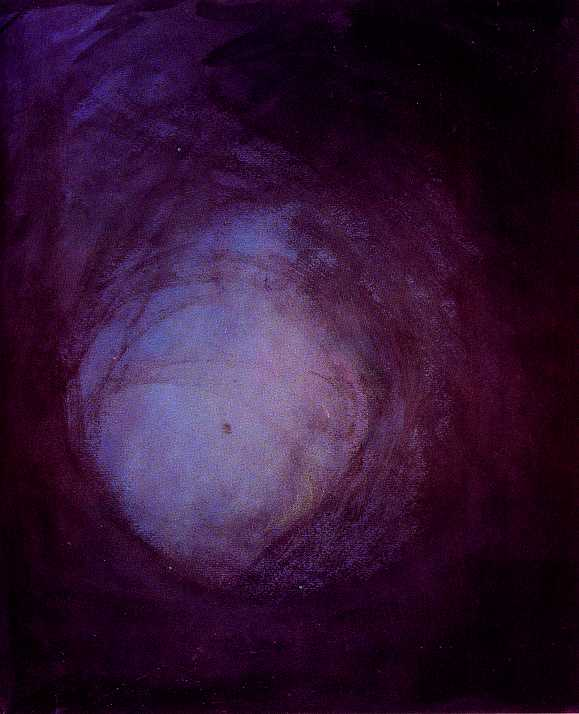
I
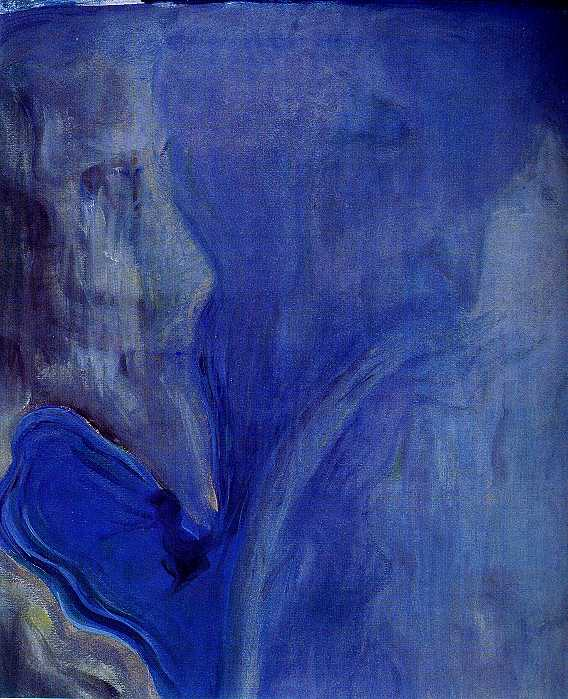
II
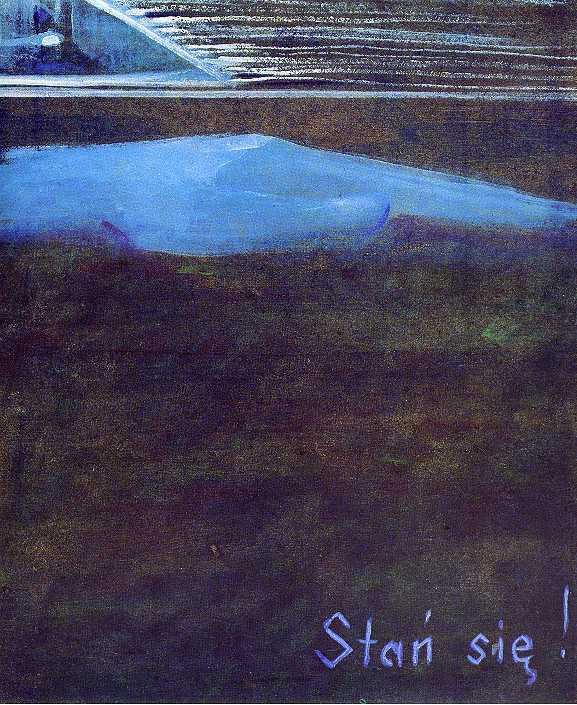
III
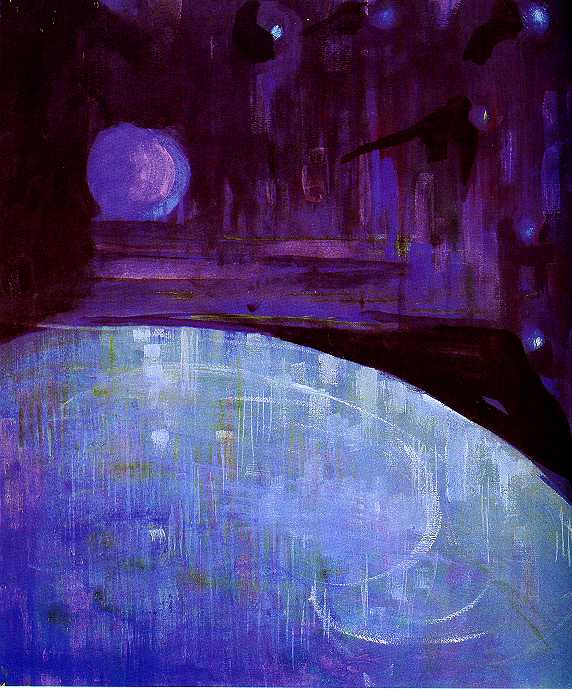
IV
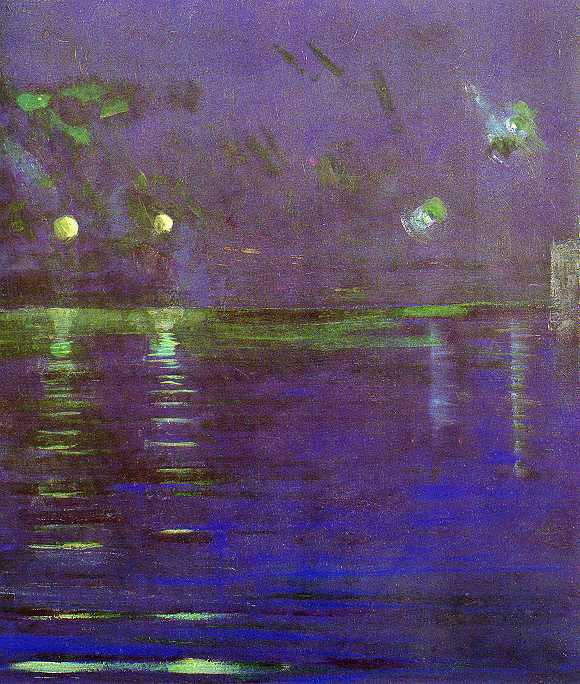
V
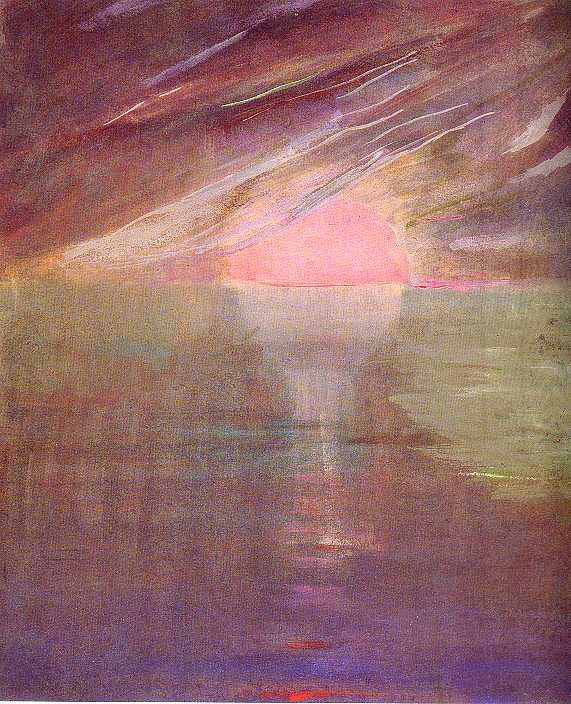
VI
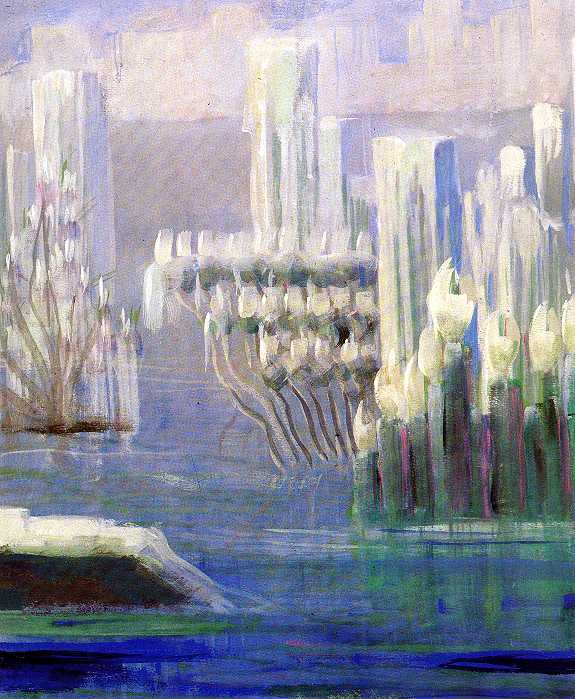
VII
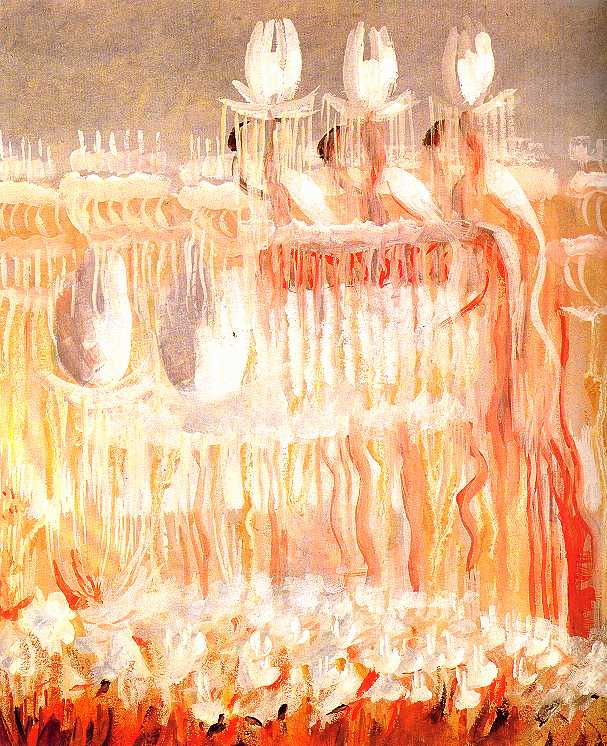
VIII
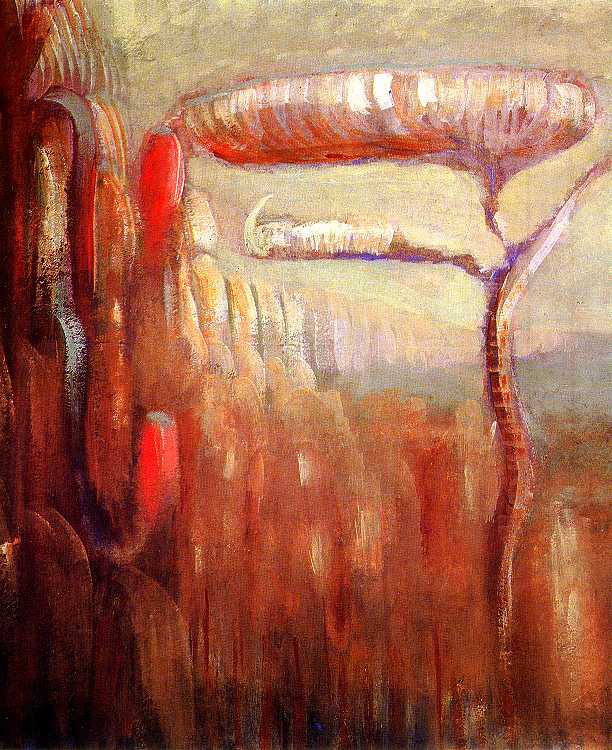
IX
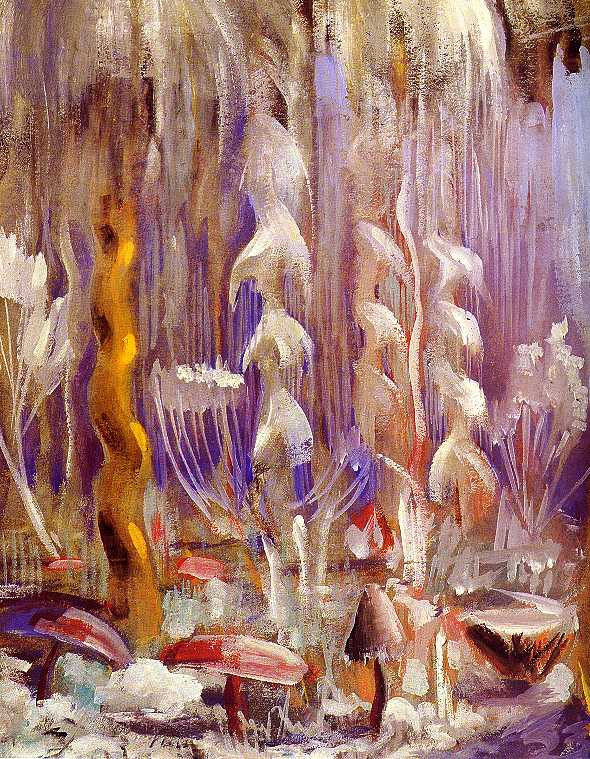
X
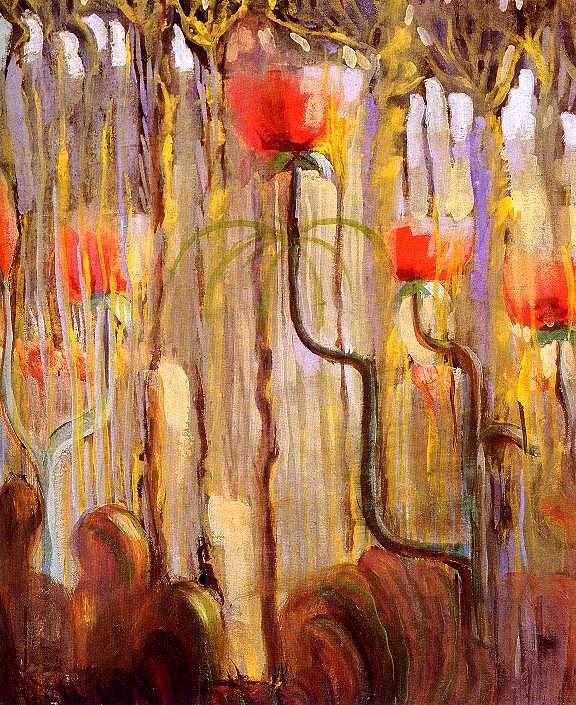
XI
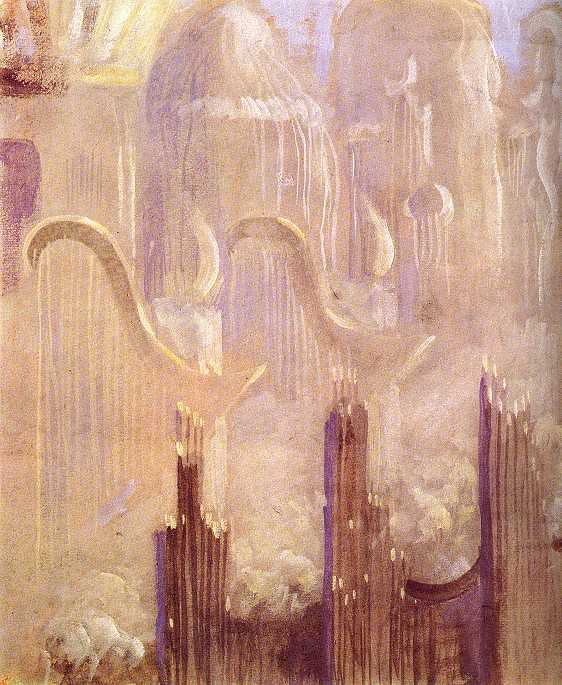
XII
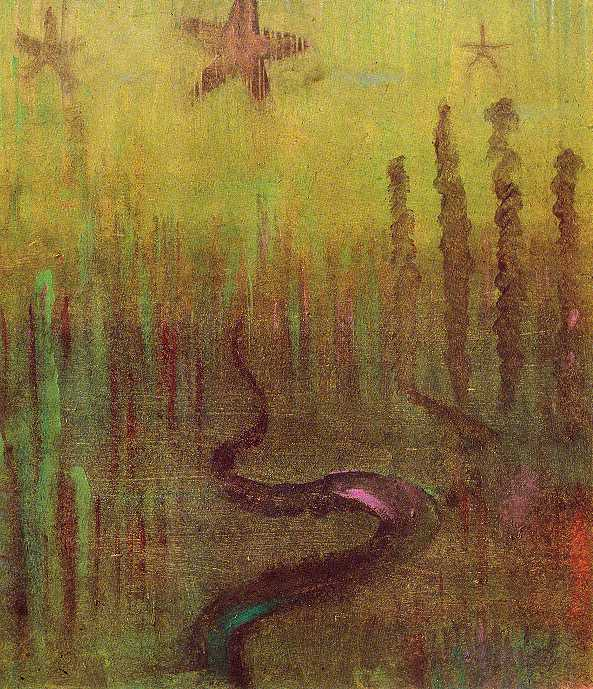
XIII

### Jarní Sonáta (1907)

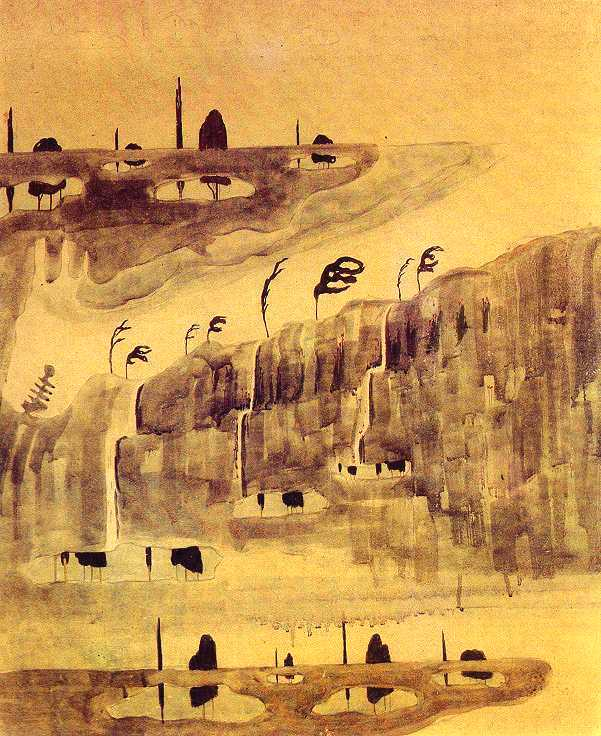
Allegro
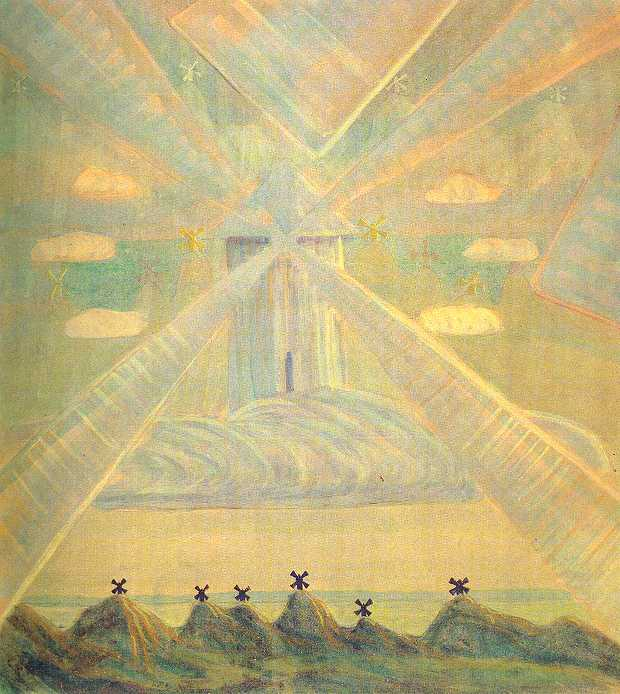
Andante
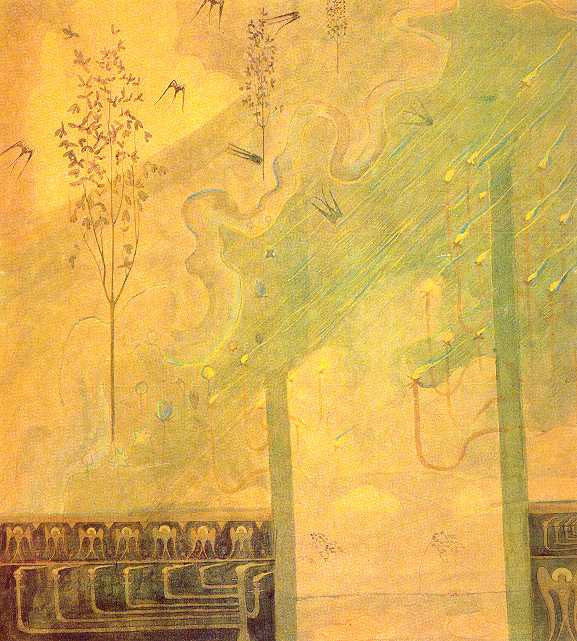
Scherzo
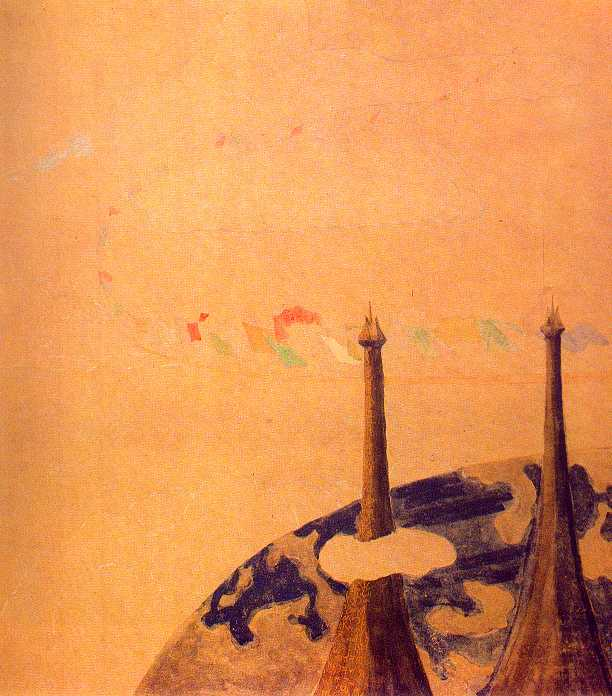
Finale

### Letní Sonáta (1908)

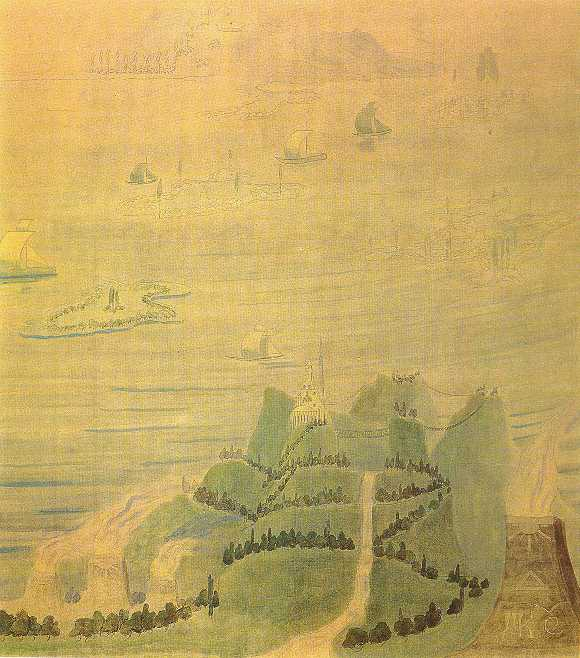
Allegro
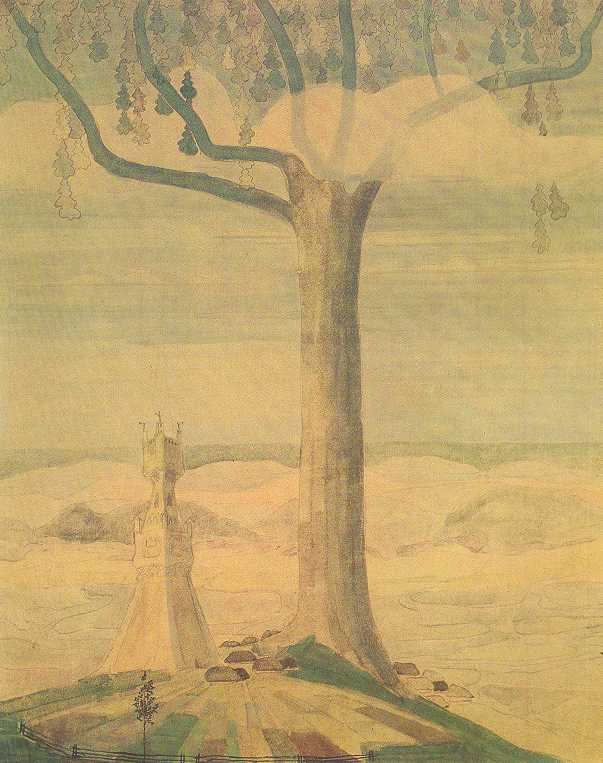
Andante
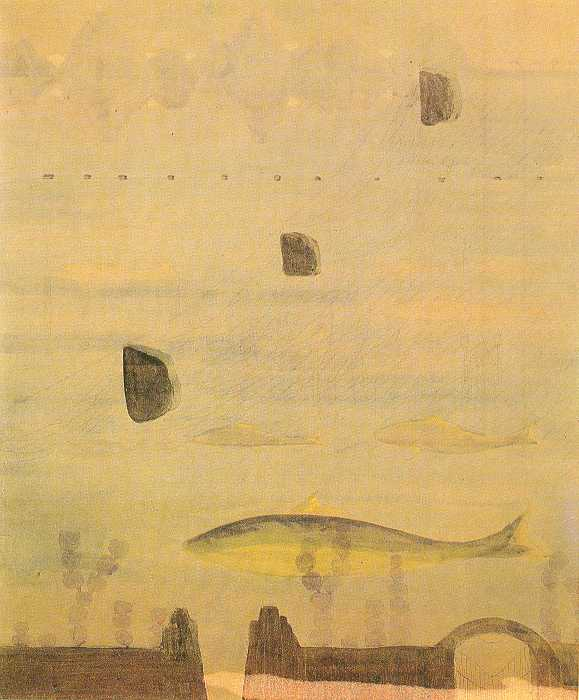
Scherzo
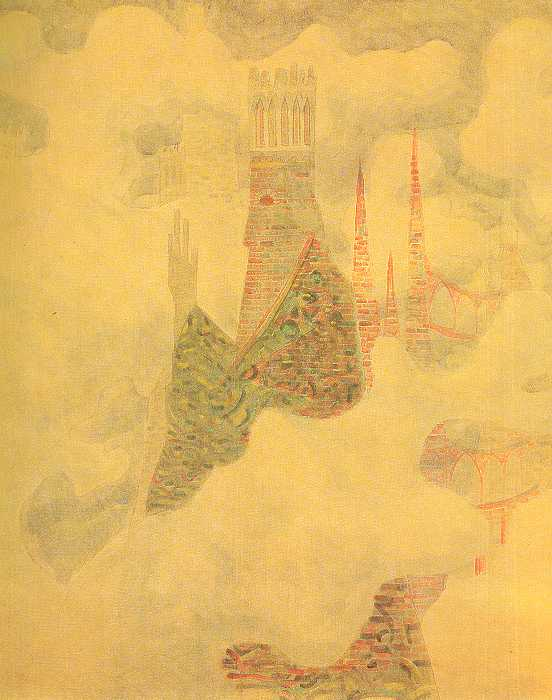
Finale

### Sluneční Sonáta (1907)

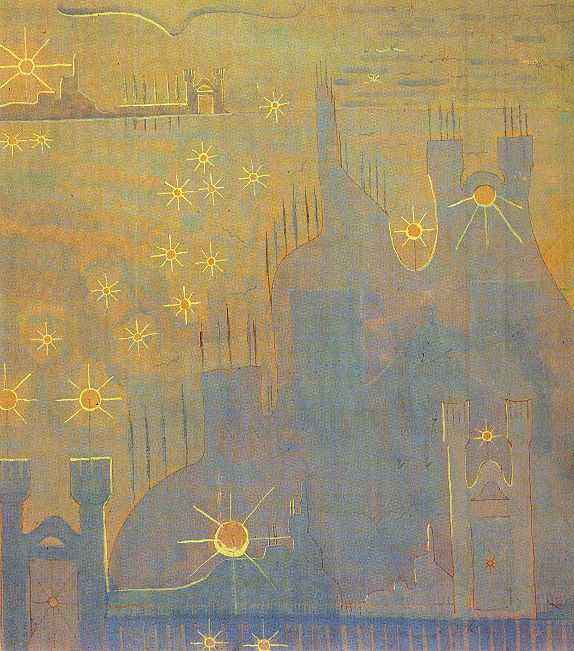
Allegro
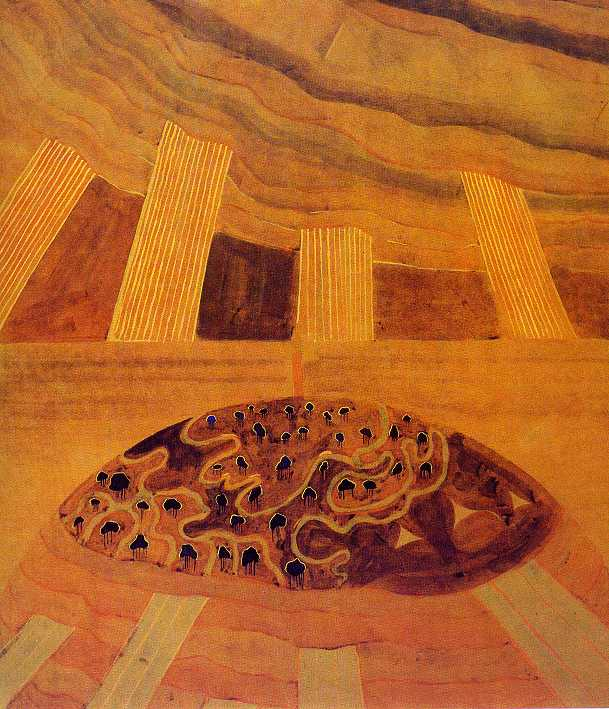
Andante
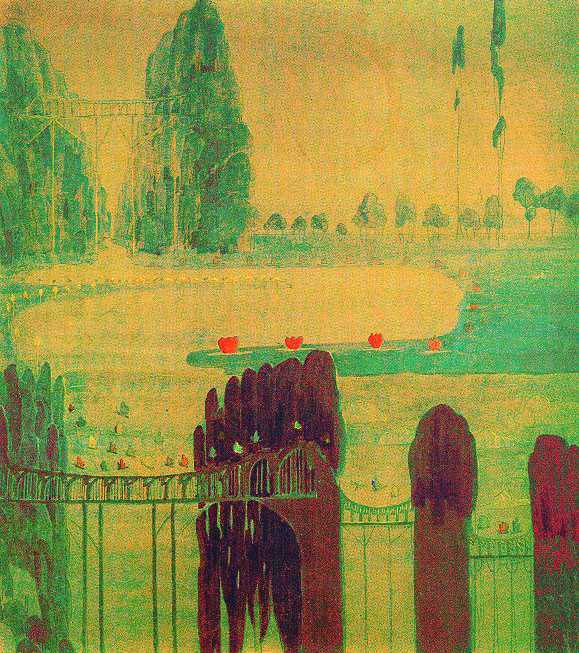
Scherzo
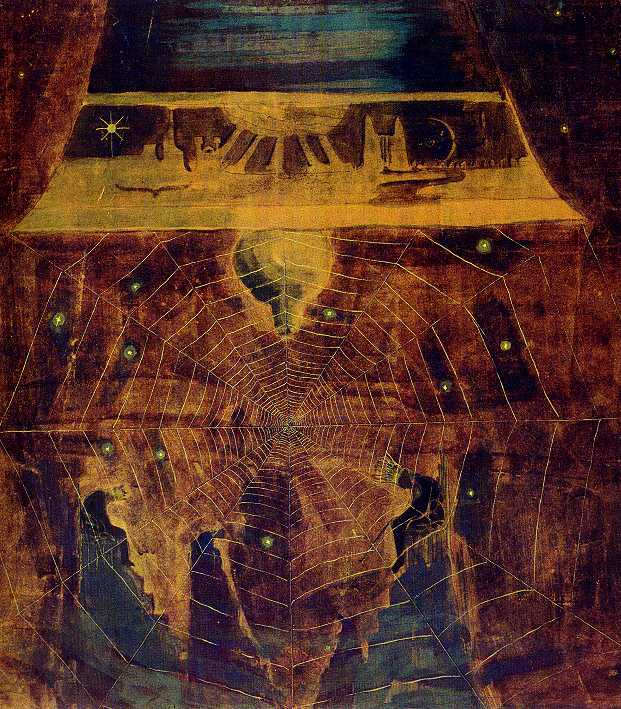
Finale

### Sonáta Moře (1908)
- Allegro
- Andante
- Finále

U "Finále" si všimněte iniciál M. K. Č. z pěny. Autor se tím vyznává o své naději nehledě na kruté nebezpečí.

### Sonáta Pyramid (1908)

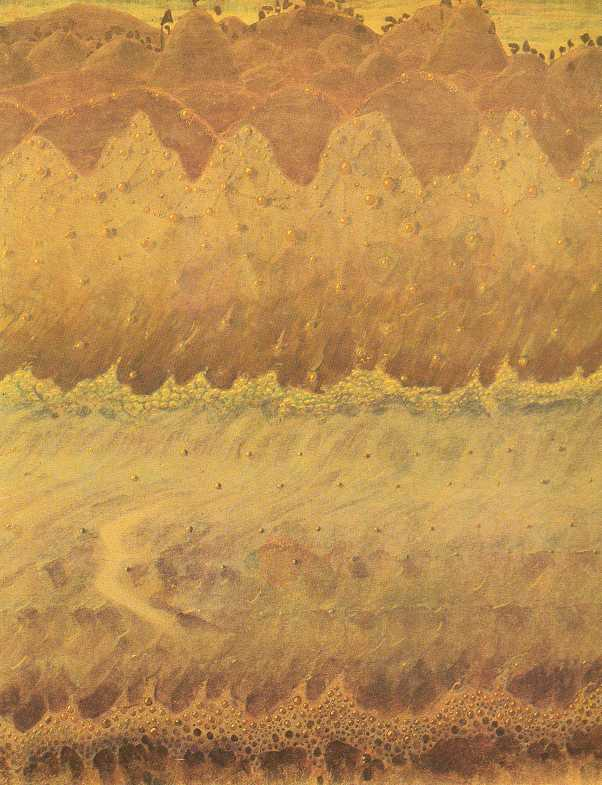
Allegro
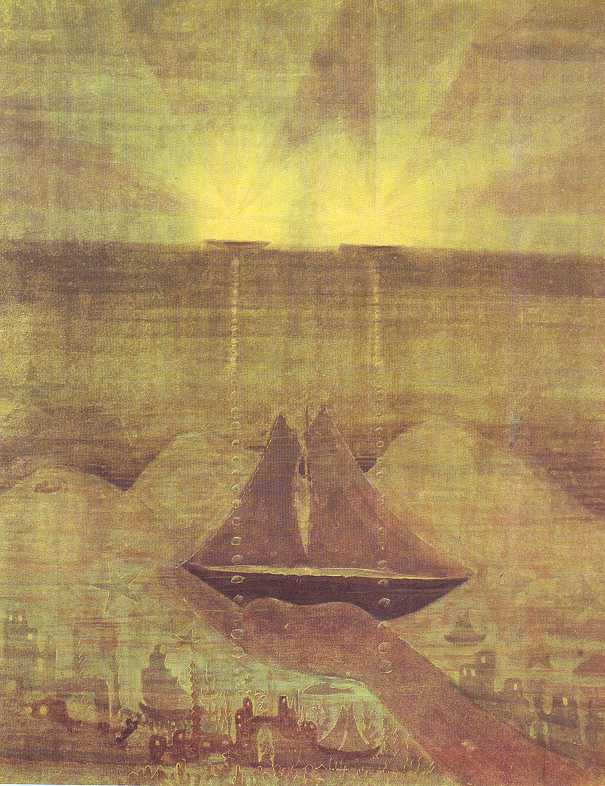
Andante
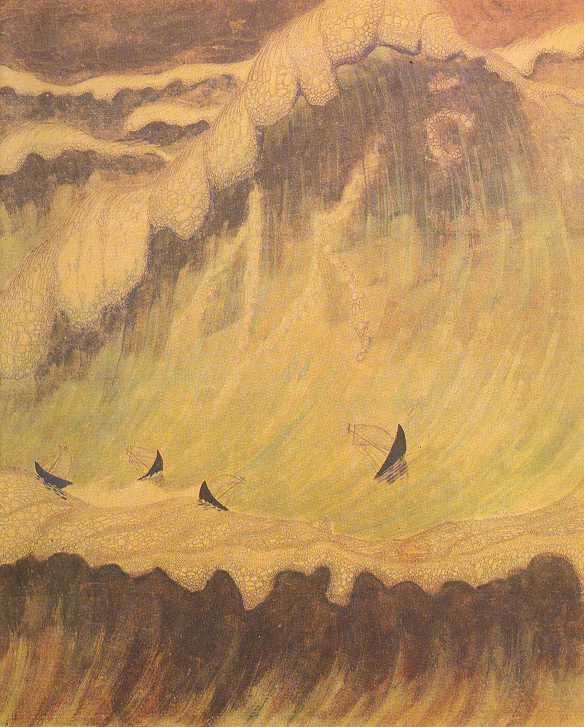
Finále

- Scherzo

### Hvězdná Sonáta (1908)

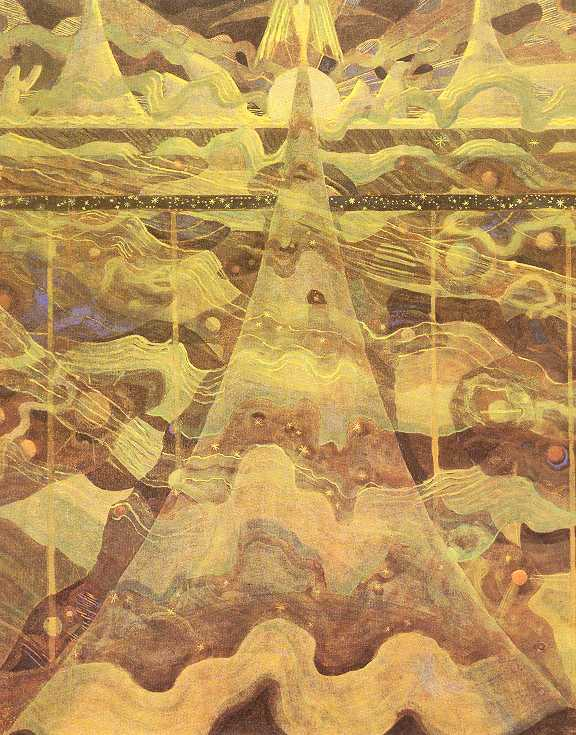
Allegro
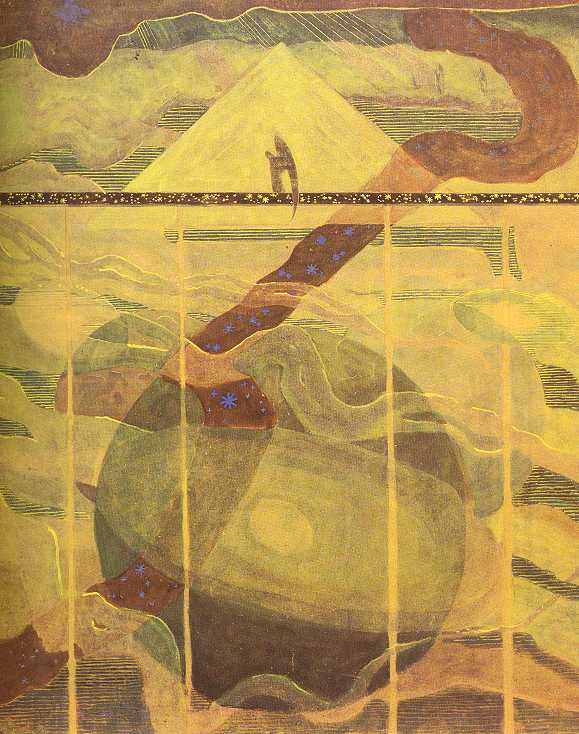
Andante

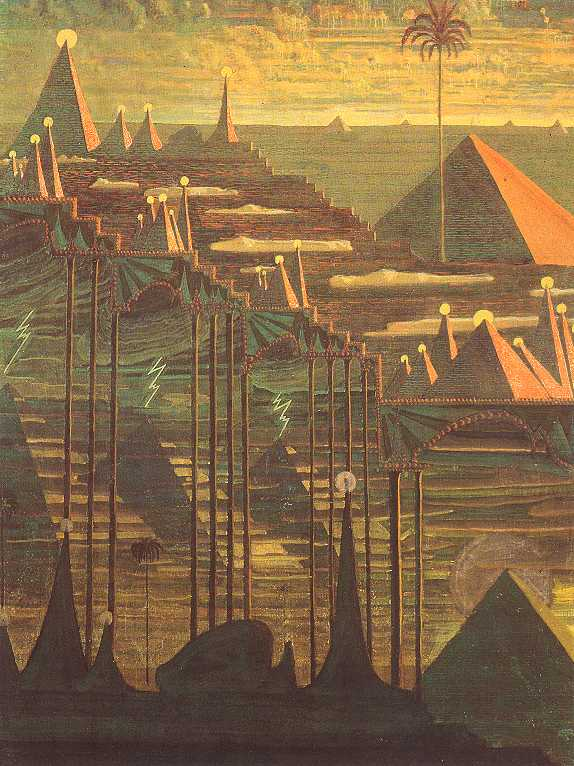
Allegro
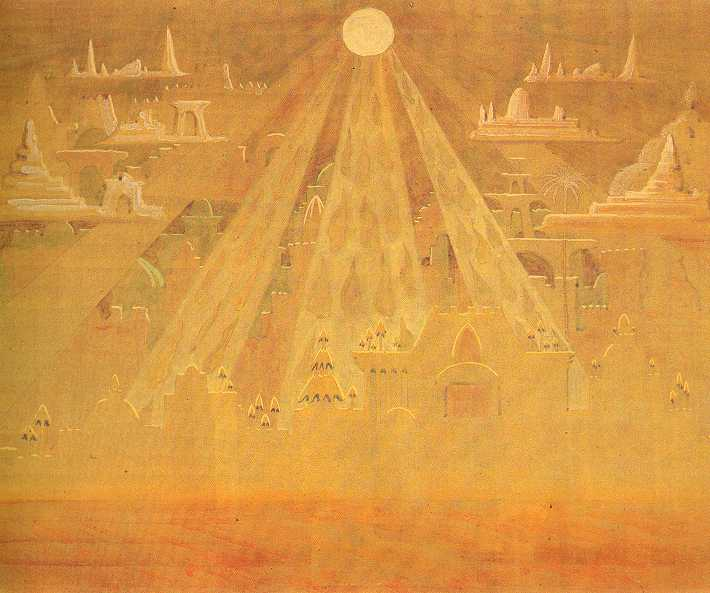
Andante

### Galerie

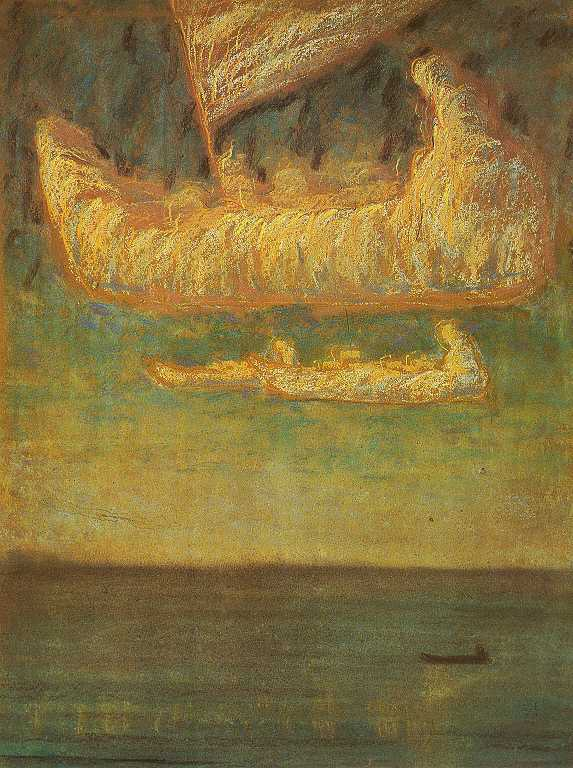
Člun. Mraky.
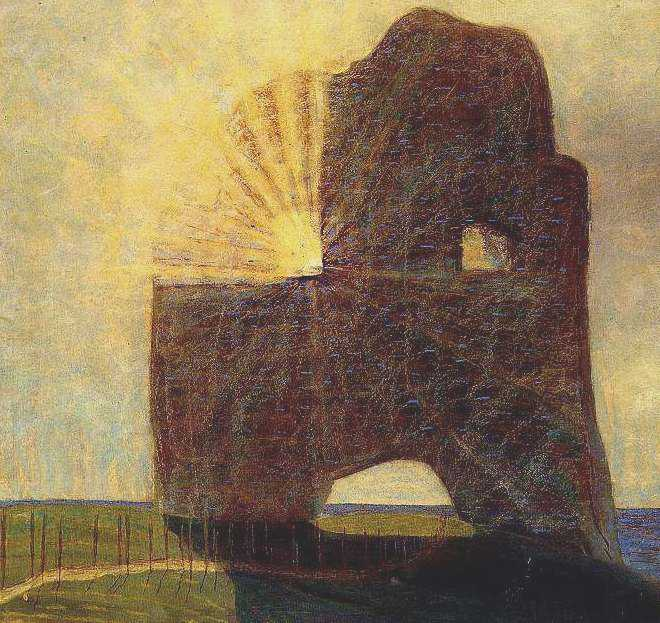
Minulost
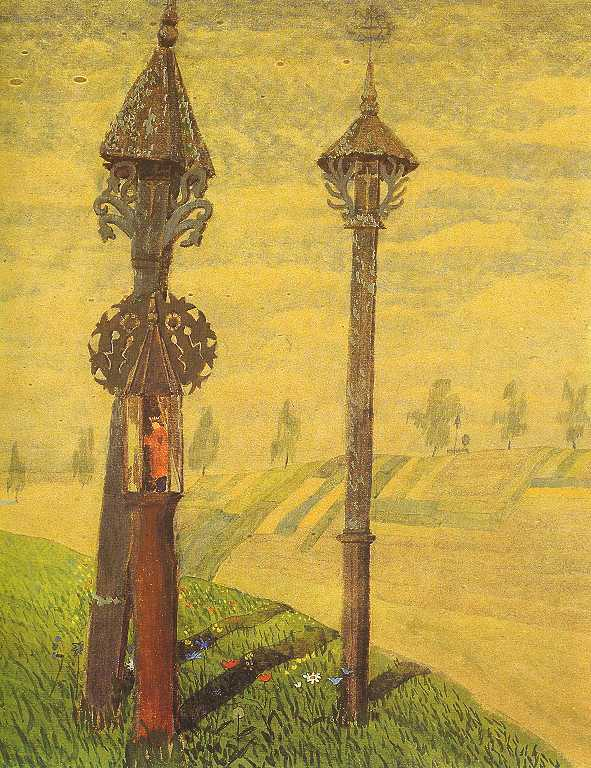
Žemaitská Boží muka(Kříže)
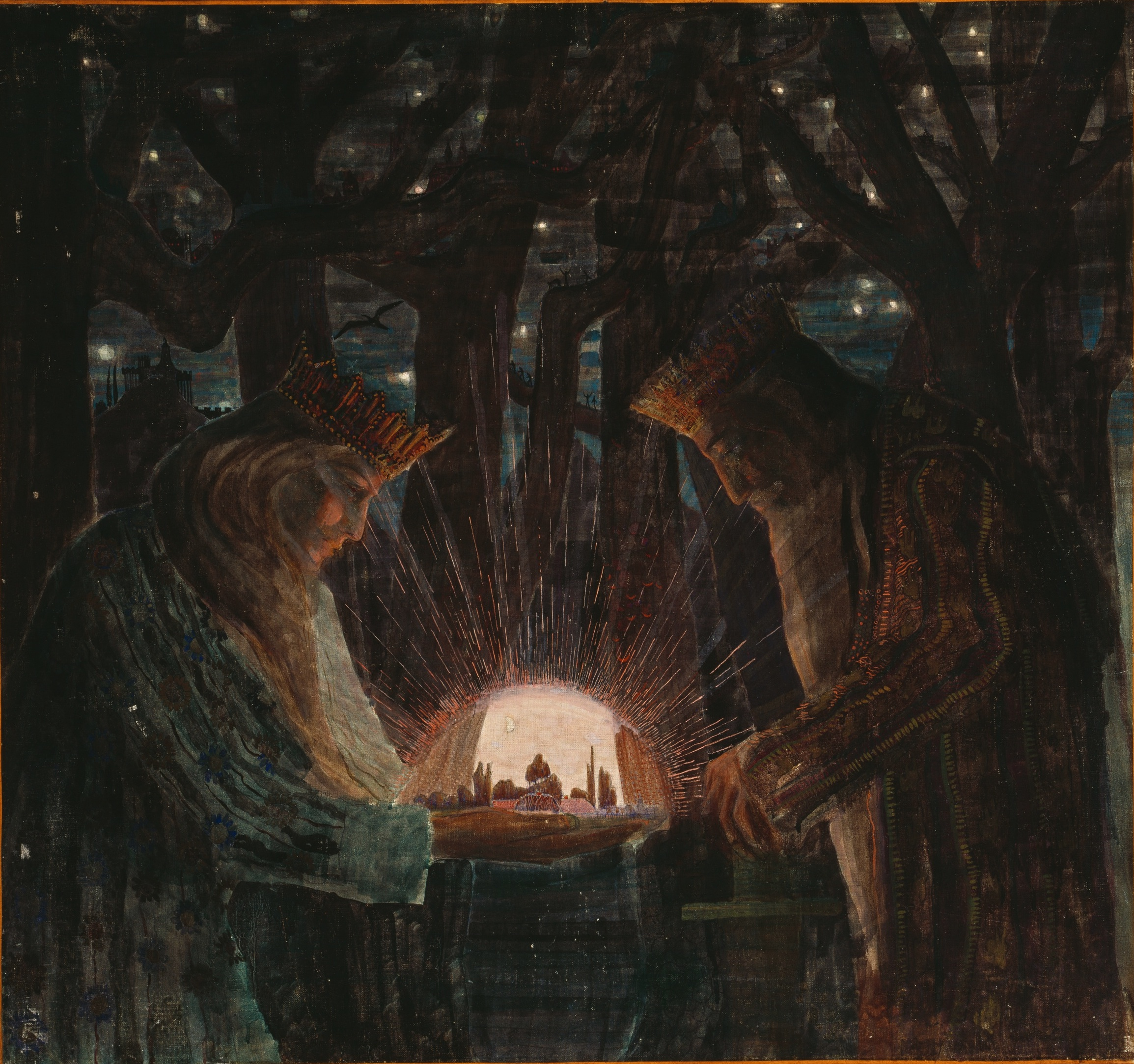
Pohádka (báje) králů (1908–1909)
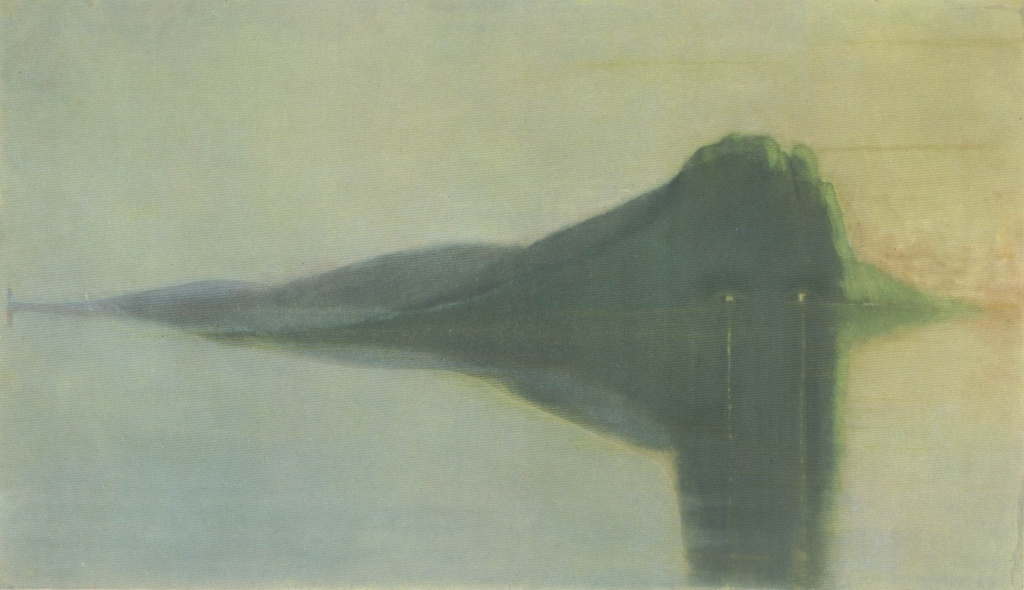
Klid (1904–1905)
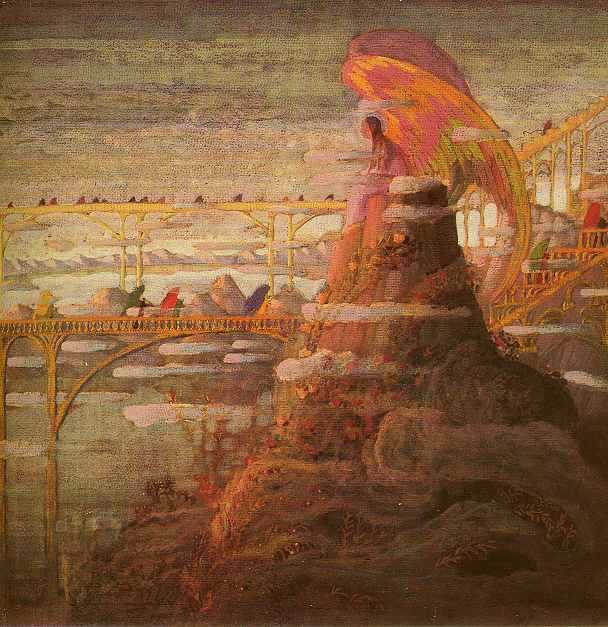
Z cyklu Preludie a Fugy. Anděl. Preludie.

### Socha inspirovaná obrazem M.K. Čiurlionise

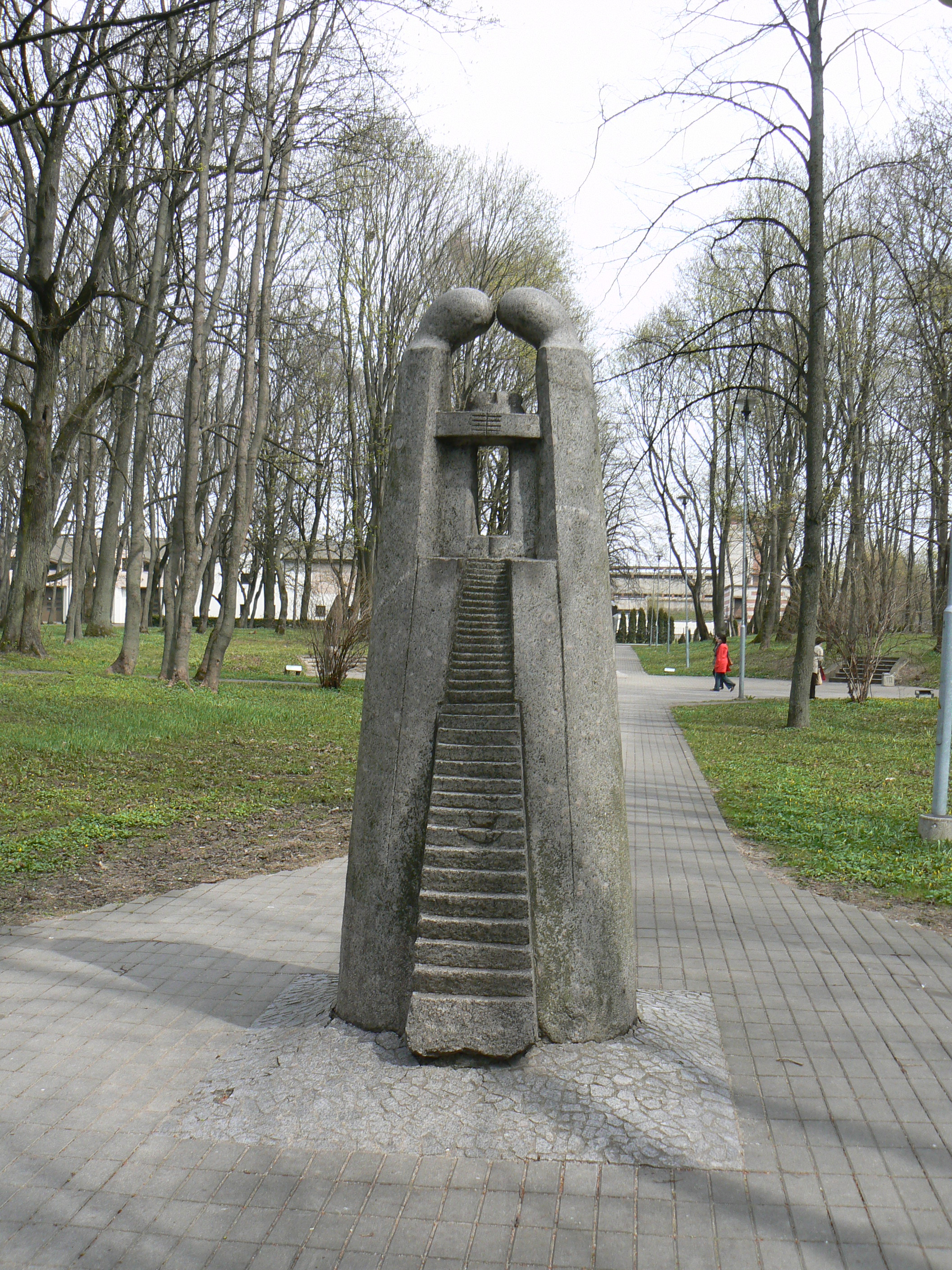
Socha Tvanas v Parku soch v Klaipėdě

### Galerie a muzea
Dne 13. prosince 1925 zásluhou Paula Galaunėho byla v Kaunasu otevřena Čiurlioniova galerie. 1. listopadu 1936 byla galerie přenesena do Muzea dějin Kaunasu a muzea umění M. K. Čiurlionise. Až do roku 1940 se jmenovalo Muzeum kultury Vytautase Velikého, od roku 1997 Národní muzeum umění M. K. Čiurlionise v Kaunasu. Nyní je v něm uložena a popularizována nejen největší sbírka jeho děl, ale i profesionální a lidové umění Litevců i jiných národů.
Roku 1957 Litevci v Chicagu založili Galerii Čiurlionisova umění, ve které jsou pořádány výstavy litevských umělců a shromažďována tvorba litevských emigrantů.
Roku 1963 bylo v Druskininkách otevřeno Památkové muzeum M. K. Čiurlionise a byl mu zde odhalen pomník.
Roku 1964 litevští alpinisté, pod vedením Romualda Augūna, jako první zdolali 5794 m vysoký vrchol v Pamíru (na území Tádžikistánu), který je po něm nyní nazván Čiurlioniův vrchol. Roku 1975 krymský astrofyzik Nikolaj Černych objevil novou planetku o průměru 3 kilometry a pojmenoval ji 2420 Čiurlionis.
Jméno hudebníka a umělce po světě šíří také smyčcový kvartet M. K. Čiurlionise, založený roku 1965. Od roku 1995 jeho jméno nese i Hudební škola v Druskininkách.